# Чемпіонат світу з боксу 2003
Чемпіонат світу з боксу 2003 відбувався 6 - 13 липня 2003 року в Бангкоку в Таїланді.
Україну представляли: Георгій Чигаєв, Артем Сафіуллін, Сервін Сулейманов, Олег Єфимович, Володимир Колесник, Володимир Кравець, Віктор Поляков, Олег Машкін, Андрій Федчук, В'ячеслав Узелков, Джамал Меджидов.

## Результати

### Медалісти
| Вагова категорія                 | Золото              | Срібло              | Бронза                                    |
| Перша найлегша вага (-48 кг)     | Сергій Казаков      | Цзоу Шимін          | Номан Карім Гаррі Танамор                 |
| Найлегша вага (-51 кг)           | Сомджит Джонгджохор | Жером Тома          | Александр Александров Рустамходжа Рахімов |
| Легша вага (-54 кг)              | Агасі Мемедов       | Геннадій Ковальов   | Детелін Далаклієв Баходир Султонов        |
| Напівлегка вага (-57 кг)         | Галіб Жафаров       | Віталій Тайберт     | Абдусалом Хасанов Чо Сок Хван             |
| Легка вага (-60 кг)              | Маріо Кінделан      | Пічай Сайотха       | Мартін Дрессен Дьюла Кате                 |
| Перша напівсередня вага (-64 кг) | Віллі Блен          | Олександр Малетін   | Тофік Ахмедов Манус Бунжумнонг            |
| Напівсередня вага (-69 кг)       | Лоренсо Арагон      | Шерзод Хусанов      | Андре Берто Руслан Хаїров                 |
| Середня вага (-75 кг)            | Геннадій Головкін   | Олег Машкін         | Йорданіс Деспан Нікола Сєклоча            |
| Напівважка вага (-81 кг)         | Євген Макаренко     | Магомед Аріпгаджиєв | Рудольф Край Алекси Куземський            |
| Важка вага (-91 кг)              | Одланьєр Соліс      | Олександр Алексєєв  | Штеффен Кречманн Віктор Зуєв              |
| Надважка вага (+91 кг)           | Александр Повєткін  | Педро Карріон       | Себастьян Кебер Рустам Саїдов             |

### Медальний залік
| Місце | Держава              |    |    |    | Разом |
| ----- | -------------------- | -- | -- | -- | ----- |
| 1     | Росія                | 3  | 3  | 0  | 6     |
| 2     | Куба                 | 3  | 1  | 1  | 5     |
| 3     | Казахстан            | 2  | 0  | 0  | 2     |
| 4     | Таїланд              | 1  | 1  | 1  | 3     |
| 5     | Франція              | 1  | 1  | 0  | 2     |
| 6     | Азербайджан          | 1  | 0  | 2  | 3     |
| 7     | Німеччина            | 0  | 1  | 4  | 5     |
| 8     | Узбекистан           | 0  | 1  | 2  | 3     |
| 9     | Білорусь             | 0  | 1  | 1  | 2     |
| 10    | КНР                  | 0  | 1  | 0  | 1     |
| 10    | Україна              | 0  | 1  | 0  | 1     |
| 12    | Болгарія             | 0  | 0  | 2  | 2     |
| 13    | Південна Корея       | 0  | 0  | 1  | 1     |
| 13    | США                  | 0  | 0  | 1  | 1     |
| 13    | Філіппіни            | 0  | 0  | 1  | 1     |
| 13    | Угорщина             | 0  | 0  | 1  | 1     |
| 13    | Пакистан             | 0  | 0  | 1  | 1     |
| 13    | Польща               | 0  | 0  | 1  | 1     |
| 13    | Чехія                | 0  | 0  | 1  | 1     |
| 13    | Сербія та Чорногорія | 0  | 0  | 1  | 1     |
| 13    | Таджикистан          | 0  | 0  | 1  | 1     |
| Разом | 21 держава           | 11 | 11 | 22 | 44    |